# GNU Assembler
GNU Assembler – широко відомий як Gas або As — асемблер, розроблений проектом GNU. Стандартний бек-енд GCC. Використовується для складання операційної системи GNU і ядра Linux, а також різного іншого програмного забезпечення. Частина пакету GNU Binutils.
Виконуваний файл GAS називається стандартною назвою асемблера Unix. GAS є кросплатформним і працює на різних комп’ютерних архітектурах, і збирається для них. GAS — це безкоштовне програмне забезпечення, випущене за ліцензією GNU General Public License v3.

## Історія
Перша версія GAS була випущена в 1986–1987 роках. Його написав Дін Елснер і підтримував архітектуру VAX.